# Bred dina vida vingar
Bred dina vida vingar ("Spalanca le tue ampie ali") è un inno religioso svedese, eseguito talvolta anche nel periodo natalizio, il cui testo è stato scritto nel 1860  da Lina Sandell  Al testo è stata aggiunta nel 1865   una melodia popolare della Scania    o una melodia popolare danese del XVI secolo.

## Testo
Il testo si compone di due strofe:
Bred dina vida vingar,
o Jesus, över mig,
och låt mig stilla vila
i ve och väl hos dig.
Bliv du mitt alt i alla
min visdom och mitt råd,
och låt mig alla dagar
få leva bått av nåd.
Förlåt mig alla synder
och två mig i ditt blod.
Giv mig ett heligt sinne,
en vilja ny och god
Tag i din vård och hägnad
oss alla, stora, små,
och låt i frid oss åter
till nattens vila gå.

## Adattamenti
Il brano è stato adattato in lingua inglese con il titolo Thy Holy Wings, O Savior

## Versioni discografiche
Tra gli artisti che hanno inciso il brano, figurano, tra gli altri (in ordine alfabetico):
- The Beatniks (nell'album The Beatniks del 1992)[4]
- Curt & Roland (nell'album Solregn del 2000)[5]
- Artur Erikson (nell'album Mor sjunger del 1975)[6]
- Håkan Hagegård (nell'album Aftonsång och julepsalm del 1976)[7]
- Sissel Kyrkjebø (nell'album Innerst i sjelen del 1994)[8]
- Leif Hultgrens (nell'album Costa Ricas Ros del 1985)[9]
- Anne Sofie von Otter (nell'album Home for Christmas del 1999)[10])